# Nemiroff
Nemiroff — украинская компания, занимающаяся производством и продажей алкоголя, основан в 1992 году. Продукция продается в более чем 80 странах мира.  Компания входит в тройку мировых лидеров, поставляющих водку в магазины беспошлинной торговли (Duty Free). Бренд занимает 40 % экспортируемых из Украины водочных напитков. Компания является экспортером № 1 всех водочных напитков из Украины и входит в 100 крупнейших налогоплательщиков Украины.
В 2021 году производство алкоголя бренда выросло на 12 %.
Совладельцы: Яков Финкельштейн, Белла Финкельштейн и Анатолий Кипиш. Главный исполнительный директор — Юрий Сорочинский.
С ноября 2018 года бренд является официальным спонсором UFC.
Производство и розлив происходят на заводе в Немирове, Винницкая область.

## История
Компания берет свое название от «немировской водки», первое письменное упоминание о которой датируется 1752 годом.
В 1872 году граф Григорий Строганов открыл в Немирове винокурню, а его дочь княгиня Мария Щербатова продолжила дело. Она наняла чешского архитектора Иржи Стибрала (Jiří Stibral), по проектам которого было возведено много сооружений в городе, в том числе и новая винокурня. Под руководством Марии Щербатовой винокурня достигла рекордных объёмов производства в то время — более 5 тысяч полулитровых бутылок в сутки. Гуральня в Немирове первой начала делать спирт из зерна, вместо картофельного сырья. Продукция развозилась по всей Российской империи и экспортировалась за границу.
В 1920 году производство было национализировано большевиками.
В 1992 году в Немирове возобновилось производство водки и была зарегистрирована торговая марка Nemiroff. В 1994 начался экспорт продукции.
С 2000 года бренд начал спонсирование матчей мирового профессионального бокса.
В 2009 году компанией были проданы 8 миллионов дал водки, выручка составила 218 миллионов долларов.
В октябре 2010 года начат розлив продукции в Беларуси на заводе «Минск Кристалл».
В 2016 году проведена модернизация производства в соответствии с сертификатами ISO 9001, ISO 22000, ISO 14024.
С ноября 2018 года компания является официальным спонсором UFC.
В 2020 году Nemiroff начал сотрудничество с Proximo Group и начал импортировать в Украину продукцию Jose Cuervo, Bushmills, Kraken и Sexton.
В 2020 году Кока-кола стала дистрибьютором водки Nemiroff в Польше, Италии, Австрии и Армении; с 2021 года — в Латвии, Литве, Эстонии, Чехии, Словакии и Молдове.
В 2020 году продажи Nemiroff увеличились на 11,5 %, до 4,59 млн дал (в самом же Nemiroff заявили, что показатель вырос на 18 % год к году).
1 марта 2022 года в компании заявили, что отозвали лицензию на производство водки в России и Беларуси из-за полномасштабного вторжения РФ в Украину.
С апреля 2022 года Nemiroff начала поставлять продукцию на Багамские острова. Дистрибьютором стала компания Carribean Wines and Spirits.

## Награды
2006 — Nemiroff признан водочным брендом № 2 в мире, согласно рейтингам Vodka-Top 20 Brands Worldwide и IWSR Drinks Record.
2019 — компания заняла третье место в мире по объему продаж в Duty Free & Travel Retail согласно рейтингу издания IWSR "TOP 100 Spirits Brands in Travel Retail".
2020 — Nemiroff получил 7 медалей на London Spirits Competition.
2021 — Nemiroff признан самым быстрорастущим международным брендом крепких напитков согласно результатам ежегодного отчета IWSR.
2021 — Nemiroff The Inked Collection Burning Pear признана лучшей водкой в мире на конкурсе The Spirits Masters. Она получила медаль "Мастер вкуса".